# Kanalfestival Datteln
Das Kanalfestival (bis 2017 „Fest am Kanal“)  war eine überregional bedeutende Kulturveranstaltung in Datteln.

## Allgemeines
Es fand seit 1969 jährlich am ersten Septemberwochenende, danach am vorletzten Augustwochenende statt, dauerte drei Tage und hatte in den letzten Jahren jeweils über 100.000 Besucher. Das Kanalfestival wurde vom langjährigen Bürgermeister (1967–1992) der Stadt, Horst Niggemeier, ins Leben gerufen. Das Volksfest sollte Datteln unter Verwendung seines Status als größter Kanalknotenpunkt Europas populärer machen. In diesem PR-Zusammenhang wurden auch der Schlager Komm mal mit zum Dattelner Kanal (gesungen von Sven Olsen & die Equilis) und das Dattelner Kanalwasser, ein klarer westfälischer Korn, produziert. Tatsächlich kamen bald mehrere zehntausend Besucher aus dem gesamten Ruhrgebiet und Münsterland zum Kanalfestival. Neben einer Kirmes und Showveranstaltungen mit Feuerwerk am Samstagabend auf den Kanälen gab es ein großes Festzelt, in dem populäre Schlagerstars wie Heino, Cindy & Bert, Lena Valaitis und andere auftraten.
1994 geriet die Gemeinde Datteln, die bis dahin das Festival veranstaltet hatte, in ein Haushaltsdefizit, welches es ihr nicht mehr gestattete, das Festival weiter durchzuführen. Zuerst einigte man sich auf das Ende des Festivals. Als dann aber ein Sponsor gefunden wurde, beschlossen acht Vereine der Stadt eine Interessengemeinschaft Kanalfestival zu gründen, die das Festival finanziert. Damit ging eine Änderung des Charakters einher und es wurde mehr ein Musik- und Kleinkunstfestival.
Im Jahr 2009 fand das 40. Kanalfestival vom 14. bis 16. August statt. Besondere Attraktionen waren die Auftritte der Bands Donots, The Animals und von Schlagersänger Olaf Henning.
Das Festivalgelände erstreckte sich am Dattelner Hafen beidseits des Dortmund-Ems-Kanals.
Das letzte Kanalfestival fand dann im Jahr 2017 statt. Die Interessengemeinschaft Kanalfestival, ein Zusammenschluss mehrerer Vereine, die zuletzt das Kanalfestival gemeinsam ausrichteten, fasste den Beschluss, das Fest nicht mehr durchzuführen und löste sich auf. Als Grund wurden insbesondere die zunehmend ansteigenden Kosten für Sicherheits- und Ordnungsmaßnahmen aufgeführt, die gleichzeitig aufgrund der ebenfalls immer schwieriger werdenden Sponsorensituation nicht mehr aufgefangen werden konnten.

## Programm
Neben Künstlern aus der Region fanden sich auch Straßenkünstler und Musiker von deutschlandweiter und internationaler Bekanntheit in Datteln ein, wie z. B. Mickie Krause, Brings, Torch Michael, Stoppok oder die Band des ehemaligen DSDS-Kandidaten Max Buskohl, Empty Trash.
Atmosphärischer Höhepunkt für die meisten Besucher war jedoch ein jeweils am Samstagabend stattfindender Lampionkorso mit selbstgebauten Booten der Dattelner Wassersportvereine mit anschließendem Höhenfeuerwerk.

## Trivia
- Für 2014 hatte das Kanalfestival ein neues Maskottchen; ein Flusspferd namens Pepe. Das seit 1997 benutzte Maskottchen Kanello durfte aus rechtlichen Gründen nicht mehr verwendet werden.[4]